# Culicoides haranti
Culicoides haranti är en tvåvingeart som beskrevs av Rioux, Descous och Charles William Peach 1959. Culicoides haranti ingår i släktet Culicoides och familjen svidknott. Inga underarter finns listade i Catalogue of Life.